# صلاصل
صلاصل كتلة صخرية تحوي العديد من النقوش الثمودية. تقع في منطقة القصيم وسط المملكة العربية السعودية.

## الوصف
تقع فيضة صلاصل إلى الشمال الغربي من بلدة غاف الجواء على مسافة 30 كم منها٬ أي إلى الجنوب من بلدة القوارة بنحو 13 كم٬ وقد كانت قديمًا ماءً لبني أسمر من بني عمرو بن حنظلة٬ وهي جو فسيح منخفض عن سطح الأرض طبوغ رافيته متباينة التكوين٬ ففيها سهول ورمال٬ وشعاب تنبت العشب وتصلح للرعي طوال أيام السنة٬ وفيها قيعان شاسعة يتجمع فيها الماء لفترات طويلة٬ فتنبت فيها أشجار الطرفاء والغضى الكثيف. في مدخل صلاصل الجنوبي الشرقي هناك غار صخري يستظل بأسفله فيما قبل الزوال٬ وعند قدم هذا الغار هناك كتلة صخرية كبيرة تحمل نقشا ثموديًا نفذه كاتبه وهو في حالة جلوس على الأرض.